# Dilettevoli eccedenze 2
Dilettevoli eccedenze 2 è una raccolta della cantante italiana Mina, pubblicata nel 2023 dalla PDU.
La raccolta è uscita su vinile e su compact disc. Il compact disc è stato pubblicato in versione doppia insieme al primo volume della stessa serie, già pubblicato su vinile nel 2022.

## Descrizione
Come il precedente volume, anche Dilettevoli eccedenze 2 si compone di canzoni che Mina ha eseguito in occasioni speciali o che ha inciso e non ha mai pubblicato prima. Nel primo caso rientrano pezzi come Malatia - pubblicata nel CD singolo Napoli terzo estratto allegato alla raccolta Napoli primo, secondo e terzo estratto nel 2003 - così come Il sogno di Giacomo e la cover di Mele Kalikimaka, inserite in Piccola strenna, EP che conteneva quattro brani incisi per la colonna sonora del film La banda dei Babbi Natale di Aldo, Giovanni e Giacomo del 2010.
Questa è TIM - versione in italiano di This Is Me di Keala Settle - è stata utilizzata per uno spot pubblicitario per la compagnia telefonica TIM, mentre la cover di Can't Take My Eyes Off You è stata usata nel 2003 per la campagna pubblicitaria della FIAT Panda. Quest'ultimo è stato pubblicato su CD singolo nel 2003 ed è stato inserito nella raccolta della EMI The Platinum Collection del 2004.
Nella raccolta trovano posto una versione alternativa di Fever - pubblicata precedentemente come ghost track nell'album Bula Bula (2005) - e la prima versione (in stile bossa nova e con testo differente in alcune parti) di La palla è rotonda, inserita nel 2014 in Selfie con un arrangiamento più veloce e in stile samba.
Vedono la luce anche i due standard Too Close for Comfort e una prima versione di Mina di My Way che la cantante ha tenuto chiusi nel cassetto sin dal 1971.
Unica esecuzione completamente inedita della raccolta è la traccia d'apertura, Abban-dono, canzone scritta da Daniele Magro e Saturnino 13 anni prima che la cantante cremonese la pubblicasse.

### Il videoclip diAbban-dono
Il 6 dicembre 2023 viene pubblicato il video ufficiale della canzone Abban-dono. Il video è stato realizzato presso lo IULM AI Lab, il laboratorio di intelligenza artificiale dell'Università IULM di Milano, da un'equipe di esperti che si è avvalsa di vari software di AI all'avanguardia, comprese versioni ancora sperimentali. Nel filmato, diretto da Eugenio Di Fraia, Mina assume varie età e varie sembianze, soprattutto nel campo dell'arte.

## Tracce

### LP
Lato A
1. Abban-dono – 2:54 (Daniele Magro (cantautore) − Saturnino Celani,Daniele Magro (cantautore))
2. Questa è TIM (This Is Me) – 3:53 (Benj Pasek − Justin Paul / testo italiano: Maurizio Morante, Luca Josi)
3. La palla è rotonda (Versione Bossa nova) – 3:48 (Maurizio Catalani, Claudio Sanfilippo – Claudio Sanfilippo)
4. Can't Take My Eyes Off You – 5:24 (Bob Gaudio – Bob Crewe)
5. Malatia – 3:11 (Armando Romeo)

Lato B
1. My Way (Versione Big Band) – 4:17 (Gilles Thibault − Claude François − Jacques Revaux / testo inglese: Paul Anka)
2. Too Close for Comfort – 3:05 (Jerry Bock – George David Weiss – Larry Holofcener)
3. Fever (Versione Alternativa) – 3:35 (Eddie Cooley – John Davenport)
4. Il sogno di Giacomo – 1:34 (Massimiliano Pani – Franco Serafini)
5. Mele Kalikimaka – 3:03 (Robert Alex Anderson)

## Classifiche
| Classifica (2023) | Posizione massima |
| ----------------- | ----------------- |
| Italia            | 93                |